# منور

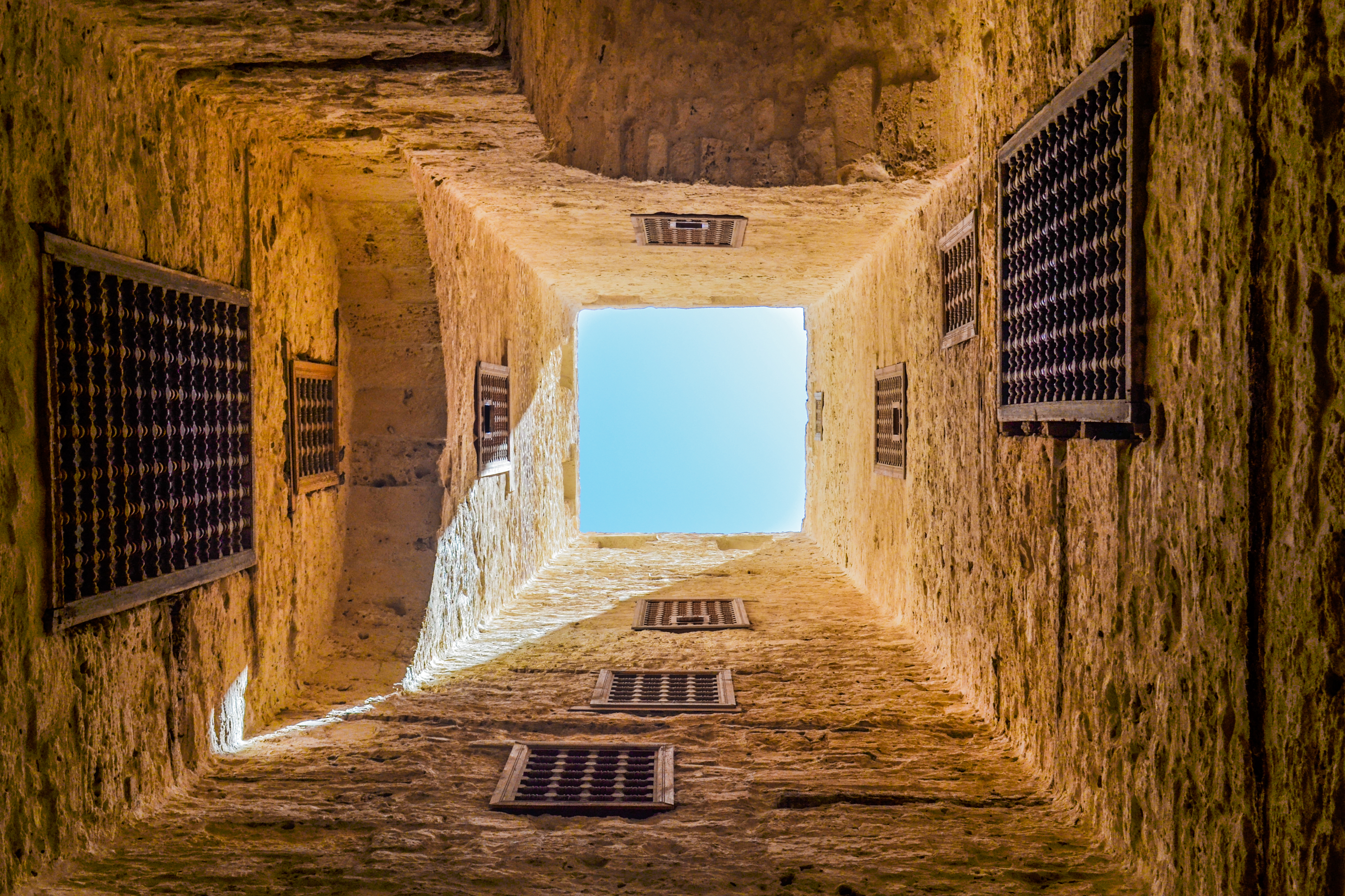
منور قلعة قايتباي.

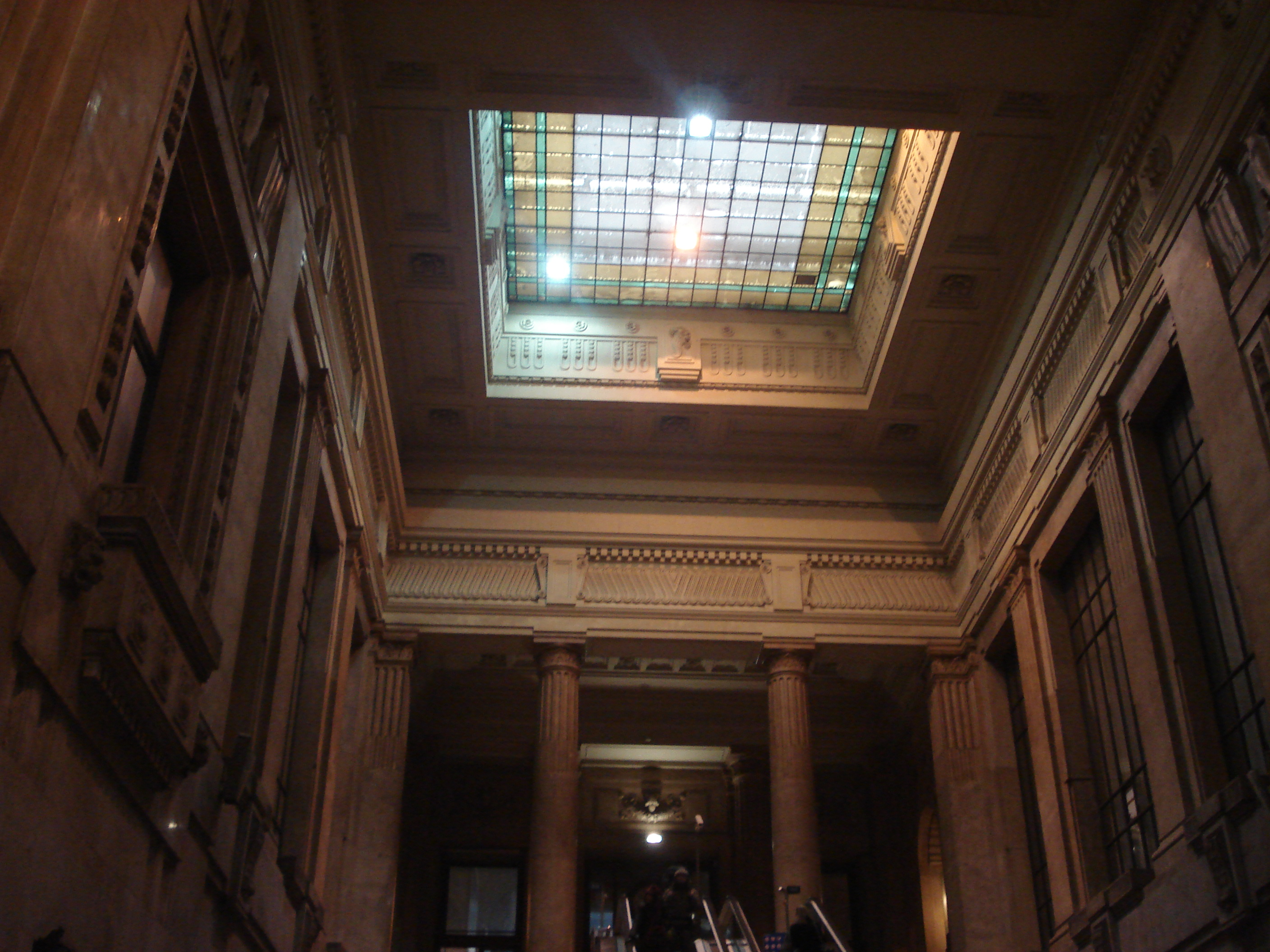
منور وسط درج.

المنور (الجمع: مَناوِر) هو كوة في سقف المبنى، قد يكون مكشوف، أو قد يكون مغطى بالزجاج أو بمادة بلاستيكية شفافة، يُصمم لإدخال الضوء الطبيعي للغرف. يستخدم في المباني الصناعية، والتجارية، والسكنية، لا سيما تلك ذات التوجه الشمالي. تنشئ في بعض الأحيان لأهداف الجمالية. السقف الافقي قد يكون له منور على شكل قبة، وفي حالات أخرى كوة المنور قد تكون منحدرة حسب انحدار السقف. من فوائد المنور الأخرى أنها بمثابة نافذة للتهوية الطبيعية.